# Anthothoe olivacea
Anthothoe olivacea är en havsanemonart som först beskrevs av Wilhelm Hemprich och Ehrenberg in Ehrenberg 1834.  Anthothoe olivacea ingår i släktet Anthothoe och familjen Sagartiidae. Inga underarter finns listade i Catalogue of Life.